# Villanella (Musik)
Die Villanella (ausgesprochen: villaˈnɛlla; italienisch für „Bauernmädchen“) oder Villanelle, auch (Canzone) Villanesca, ist eine italienische ländliche Volksweise im 16. Jahrhundert in der Region von Neapel, weshalb sie auch als Villanella alla Napolitana bezeichnet wird. Es handelt sich um ein dreistimmiges homophones Strophenlied mit Refrain mit volkstümlichem Text.
Die Villanella ist die Reaktion auf die kunstvollen Sätze, die in der ersten Hälfte des 16. Jahrhunderts aus dem franko-flämischen Kulturraum ins mittlere Italien importiert wurden. Ganz ähnlich ist die Frottola, die aber nicht drei- sondern meist vierstimmig ist und in der Gegend von Florenz und Mantua entstanden ist. Frühe Fassungen dieses volkstümlichen Lieds wurden a cappella vorgetragen oder nur mit Sopran und Instrumentbegleitung in der Terz oder Quinte. Die Villanella entwickelte sich in immer kunstvollere Melodieführung und näherte sich dem Madrigal an, in die sie im letzten Drittel des 16. Jahrhunderts aufging. Beispiele für diese späten Formen sind die heute noch bekannten Canzonetten von Adriano Banchieri, die Tanzlieder von Baldassare Donati sowie Ballerti, Amor im Nachen (Amor Vittorioso) und An hellen Tagen mit Fa-la-la-Refrain von Giovanni Gastoldi.
Sie verbreitete sich auch in Frankreich, Deutschland und England und wurde u. a. von Orlando di Lasso und Luca Marenzio in deren Musik integriert.
Als dreistimmiges Instrumentalstück für Vihuela überliefert ist beispielsweise die Villanesca „La Cortesía“ von Diego Pisador aus dem Jahr 1552.